# Leiningen-Westerburg
Leiningen-Westerburg fue un estado histórico del Sacro Imperio Romano Germánico, situado en la vecindad de Leiningen y Westerburg en lo que ahora es el estado alemán de Renania-Palatinado.
Leiningen-Westerburg fue formado en 1467, cuando el último Landgrave de Leiningen murió sin descendencia y Leiningen pasó a su hermana Margarita, quien estaba casada con Reinardo III de Westerburg. El nieto de Reinardo trasladó su capital a Leiningen en 1481 y empezó a autodenominarse Reinardo I de Westerburg-Leiningen.
- Datos: Q3911686